# V2 Records

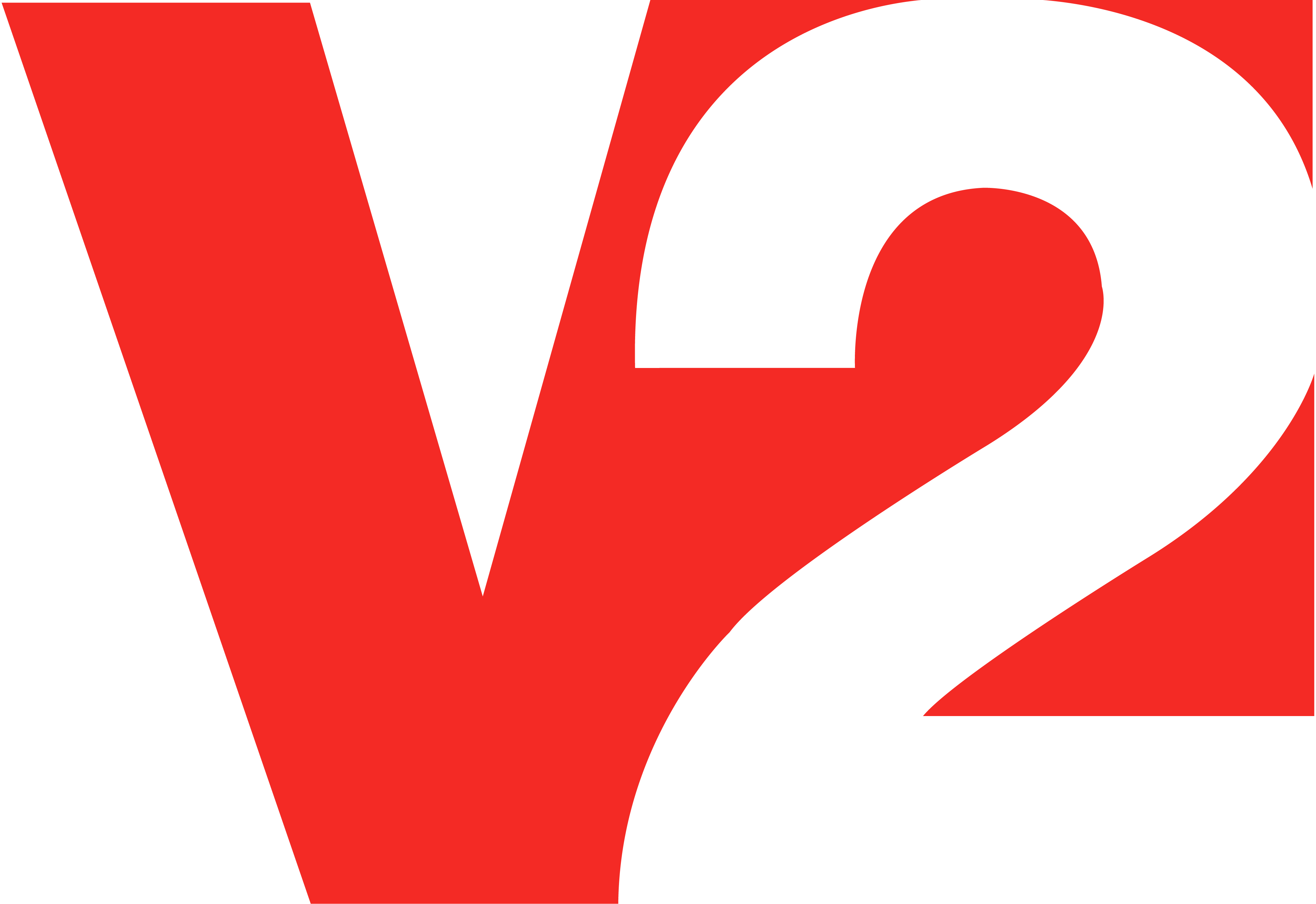
Logo von V2 Records

V2 Records ist ein britisches Plattenlabel, das 1996 von Richard Branson gegründet wurde, nachdem dieser einige Jahre zuvor Virgin Records an EMI verkauft hatte. 2005 wurde ein Teil des Labels verkauft und mit Artemis Records verschmolzen, der Rest ging 2007 an Universal Music.

## Geschichte
Neben der Veröffentlichung von Platten eigener Bands lizenzierte V2 auch Alben anderer Independentlabels wie beispielsweise City Slang und Luaka Bop. Zu den erfolgreichsten Veröffentlichungen der Firma gehören Alben von Moby und den White Stripes; die musikalische Bandbreite umfasst neben emotionaler Rockmusik wie der von Nada Surf, Elbow oder Eskobar und Singer-Songwritern wie Aimee Mann oder Brendan Benson auch aus dem üblichen Spektrum fallende Bands wie das Elektronikduo Underworld. Weitere wichtige Künstler des Labels sind Gang of Four, Bloc Party, At the Drive-In, dEUS, The Blood Brothers und seit 2006 das Alkaline Trio.
2005 löste Branson V2 North America aus der V2 Music Group heraus und verkaufte es für 15 Millionen US-Dollar an die Sheridan Square Group. Im Januar 2007 gab es bei dieser Neukonstellation – North America verschmolz mit Artemis Records – eine Restrukturierung: Ein Großteil der Angestellten wurde entlassen, die unter Vertrag stehenden Künstler freigestellt. Das Label wolle sich in Zukunft auf den Katalog, die digitale Distribution und die Gospel-Sparte beschränken.
2006 verkaufte Branson 95 Prozent des Unternehmens an die Investbank Morgan Stanley, bevor es 2007 an Universal Music weiterverkauft wurde. 2013 wurde V2 für 500.000 £ von Play It Again Sam übernommen.